# Angiozar
Angiozar es una entidad de población española del municipio de Vergara, perteneciente a la provincia de Guipúzcoa, en la comunidad autónoma del País Vasco.

## Toponimia
El lugar puede aparecer referido como «Angiozar» y «Anguiozar».

## Historia
Hacia mediados del siglo XIX, el lugar, por entonces perteneciente a Elgueta, tenía contabilizada una población de 832 habitantes. Aparece descrito en el segundo volumen del Diccionario geográfico-estadístico-histórico de España y sus posesiones de Ultramar de Pascual Madoz con las siguientes palabras:

ANGUIOZAR: valle en la prov. de Guipúzcoa (á la cap. 8 leg.), dióc. de Calahorra (26), part. jud. de Vergara (1), ayunt. de Elgueta (3/4): sit. en una ladera de un hondo valle, rodeado de cerros: su clima húmedo y frio se compone de unas 22 casas reunidas y 82 cas. dispersos; hay una escuela dotada con 6 rs. diarios, y en la cual reciben instruccion de 50 á 70 niños: la igl. parr. (San Miguel), está servida opr 4 beneficiados: su térm. confina por el N. con el citado Elgueta, por E. con la cap. del part., por S. con Mondragon á 1/2 leg. y por O. á igual dist. con Elorrio: al N. está la ermita de Ntra. Sra. de Elejamendi, á cuyas inmediaciones se encontraba el desmensurable roble de que habla la Academia en su Diccionario, y que hace poco fué derribado por un fuerte ventarron; hácia el mismo sitio se encuentra la de la Ascension; al NE. la de San Vicente; al E. la de San Martin; al S. la de San Miguel, y al SO. la de San Bartolomé: en el centro de la pobl. hay una fuente de muy buen agua, y en todo el térm. se encuentran muy abundantes; entre ellas las hay minerales ferruginosas, y todas contribuyen á formar los arroyos de Anguiosar, Ubegui y Ubera, que bajan á desembocar en el r. Deva, cerca de la plazuela del célebre Convenio de Vergara: cruzan estas aguas los puentes de Ascasibar, Errotabarri, Iturricho, Loiri y Munave: el terreno en lo general arcilloso y de mediana calidad, es fértil por el continuo y bien dirigido trabajo de aquellos naturales: los Caminos á Vergara, á Mondragon y á Elgueta están bastante penosos á pesar de los reparos ejecutados en estos últimos años: el correo se recibe de Vergara por el balijero de Elgueta: prod.: maiz, trigo, habas, judias, patatas, castañas, manzanas y otras varias frutas: cria ganado vacuno, lanar, y alguno caballar y de cerda, hay caza de liebres, perdices, asi como de chochas y aves de paso; se pescan anguilas, truchas y distintos peces: á la ind. agrícola se agregan 6 molinos harineros de 2 muelas, 3 telares de lienzo, ocupados por hombres; 5 de la misma clase por mujeres, y otro para telas de lana; dos fraguas de herramientas para la agricultura y dos confiterias: pobl.: 166 vec. 832 alm.: contr. (V. Guipuzcoa intendencia.)
(Madoz, 1845, p. 157)

En la actualidad, pertenece al municipio de Vergara. En 2022, la entidad singular de población tenía empadronados 272 habitantes y el núcleo de población, 131.